# Aichi E3A
Айчі E3A (англ. Aichi E3A) — серійний розвідувальний поплавковий гідролітак Імперського флоту Японії періоду 1930-х років для використання на кораблях. Дизайн під позначенням HD 56 розроблявся німецькою компанією Heinkel на замовлення компанії Aichi, і після прийняття на озброєння отримав повну назву «Розвідувальний гідролітак Тип 90-1» (яп. 九〇式一号水上偵察機, Кюреі-шікі Ічіґо: Суіджьо: Тейсацукі).

## Історія створення

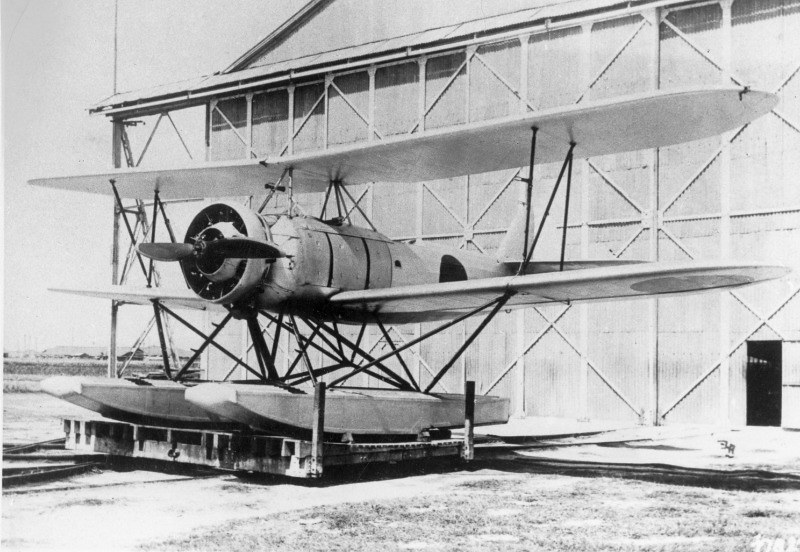
Прототип HD 56 в Японії.

У 1928 році Імперський флот Японії сформував технічне завдання на розробку нових розвідувальних гідролітаків далекої та ближньої дії, на заміну застарілим Yokosuka E1Y та Nakajima E2N відповідно. У конкурсі на розробку ближнього розвідника взяли участь фірми Aichi та Nakajima, проєкти яких отримали позначення «Тип 90-1» та «Тип 90-2» відповідно. Паралельно з цим флот (Йокосука) співпрацював з Kawanishi для створення свого дизайну з позначенням «Тип 90-3».
Компанія Aichi, яка протягом тривалого часу співпрацювала з фірмою Heinkel, і цього разу залучила її до розробки літака. В результаті був розроблений літак Heinkel HD 56 — біплан змішаної конструкції: каркас фюзеляжу був зроблений зі сталевих труб, каркас крила дерев'яний, обшивка полотняна. Літак був оснащений 9-ти циліндровим радіальним двигуном Wright Whirlwind J-6 повітряного охолодження потужністю 220 к.с, який приводив в рух дволопатевий дерев'яний гвинт. Крила могли складатись до хвоста для зручності зберігання. Пілот і спостерігач розміщувались один за одним у відкритій кабіні.
Літак пройшов заводські випробування у 1929 році, і у 1930 році був доставлений в Японію. Випробування в Японії виявили ряд недоліків, зокрема, недостатню дальність польоту та швидкість літака. Колектив конструкторів під керівництвом Тецуо Міккі вніс певні зміни в конструкцію, зокрема використав потужніший радіальний двигун Hitachi Tempu Type 90 (300 к.с.). Використання потужнішого двигуна зумовило зміни в конструкції планера: розмах крил зменшений на 60 см, змінені кріплення поплавків, зменшені розмах стабілізатора та висота вертикального оперення. Роботи з модернізації тривали рік, літак піднявся у повітря у серпні 1931 року. Хоча літак продемонстрував не дуже хороші характеристики, проте перший варіант конкурента «Тип 90-2» показав настільки незадовільні результати, що флот вирішив прийняти на озброєння літак фірми Aichi під назвою «Розвідувальний гідролітак Тип 90-1» (або E3A1).
Всього до 1932 року було випущено 12 літаків E3A1.

## Історія використання
Літаки E3A використовувались на легких крейсерах типу «Сендай». Їх використання було нетривалим, оскільки фірма Nakajima таки зуміла доробити свій варіант літака, який отримав позначення Nakajima E4N. Цей літак набагато перевершував E3A за своїми характеристиками. До 1937 року всі E3A були переведені в навчальні частини, деякі продані цивільним авіакомпаніям, і незабаром списані.

## Тактико-технічні характеристики
Дані з Japanese Aircraft 1910—1941

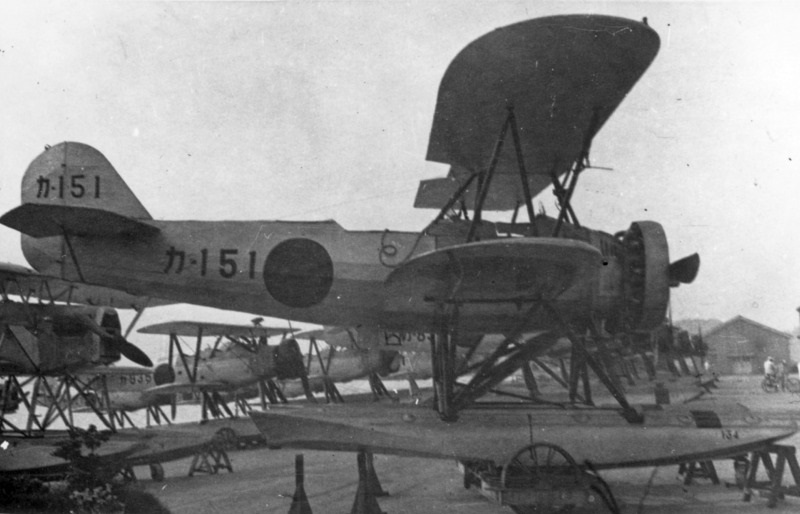
E3A1 вигляд збоку

|                               |                               | HD 56                | E3A                   |
| ----------------------------- | ----------------------------- | -------------------- | --------------------- |
| Екіпаж                        | Екіпаж                        | 2 особи              | 2 особи               |
| Довжина                       | Довжина                       | 8,5 м                | 8,45 м                |
| Висота                        | Висота                        | 3,5 м                | 3,67 м                |
| Розмах крил                   | Розмах крил                   | 11,70 м              | 11,10 м               |
| Площа крил                    | Площа крил                    | 38,0 м²              | 34,50 м²              |
| Маса                          | пустого                       | 993 кг               | 1118 кг               |
| Маса                          | спорядженого                  | 1500 кг              | 1600 кг               |
| Навантаження на крило         | Навантаження на крило         | 39,5 кг/м²           | 46,3 кг/м²            |
| Двигун                        | Двигун                        | Wright Whirlwind J-6 | Hitachi Tempu Type 90 |
| Потужність                    | номінальна                    | 220 к. с.            | 300 к. с.             |
| Потужність                    | питома                        | 7,5 кг/к. с.         | 5,33 кг/к. с.         |
| Швидкість                     | максимальна                   | 167 км/год           | 197 км/год            |
| Швидкість                     | крейсерська                   | 116 км/год           | 125 км/год            |
| Швидкість                     | посадки                       | 68 км/год            | 75 км/год             |
| Час підйому на висоту 3000 м. | Час підйому на висоту 3000 м. | 24 хв 30 c           | 18 хв. 18 c.          |
| Практична дальність           | Практична дальність           | 550 км               | 753 км                |
| Практична стеля               | Практична стеля               | 3270 м               | 4710 м                |
| Тривалість польоту            | Тривалість польоту            | 4,7 год              | 6 год                 |

### Озброєння
- Кулеметне:
  - 1 × 7,7-мм курсовий кулемет
  - 1 × 7,7-мм кулемет в кабіні спостерігача
- Бомбове:
  - 2 × 30-кг бомби